# Denis Gallagher
Denis Gallagher (23 novembre 1922 - 3 novembre 2001) est un homme politique irlandais du Fianna Fáil. Il est ministre du Gaeltacht à deux reprises.

## Jeunesse
Denis Gallagher est né à Currane, près de Clew Bay, face à l'Île d'Achill, comté de Mayo en 1922, fils de John Gallagher, marchand, et de son épouse Catherine (née Gallagher). Il grandit en parlant anglais et irlandais. Il fait ses études localement et au Coláiste Éinde à Salthill. Il est diplômé du St Patrick's College de Drumcondra, Dublin. Il enseigne à Drimnagh à Dublin pendant plusieurs années avant de retourner à Mayo en 1946 pour occuper un poste d'enseignant. Il épouse Hannah McHugh de Keel West, Achill en 1948, et ils ont douze enfants.

## Politique
Gallagher se présente comme candidat du Clann na Poblachta aux élections générales de 1954 pour Mayo North mais n'est pas élu. Dans les années 1960, Gallagher change d'allégeance et devient membre du Fianna Fáil. Il est élu au conseil du comté de Mayo en 1967 et au Dáil Éireann lors de sa troisième tentative aux élections générales de 1973 pour la circonscription de Mayo West. En 1974, il est nommé porte-parole du Fianna Fáil pour la pêche. Le Fianna Fáil remporte les élections générales de 1977 et Jack Lynch devient Taoiseach. Il nomme Gallagher ministre du Gaeltacht. Il est un ministre actif et s'intéresse aux affaires linguistiques irlandaises. Lors de la course à la direction de 1979, Gallagher soutient George Colley. Cependant, Charles Haughey remporte les élections, devenant Taoiseach, et Gallagher perd son poste au sein du cabinet. En mars 1980, il est nommé ministre d'État au ministère de l'Industrie, du Commerce et du Tourisme et occupe ce poste jusqu'à ce que le Fianna Fáil perde les élections en juin 1981. Sa principale réalisation en tant que ministre est la création en 1979 d'une nouvelle autorité gaeltacht, Údarás na Gaeltachta.
Le Fianna Fáil revient au gouvernement en mars 1982. En octobre 1982, à la suite des démissions de Martin O'Donoghue et Desmond O'Malley du cabinet, Gallagher revient en tant que ministre du Gaeltacht. Il reste à ce poste jusqu'en décembre, date à laquelle le Fianna Fáil entre dans l'opposition.
Après les élections générales de 1987, le Fianna Fáil revient au gouvernement. Haughey devient ministre du Gaeltacht ainsi que Taoiseach, avec Gallagher comme ministre d'État au département du Gaeltacht. Gallagher prend sa retraite de la politique aux élections générales de 1989. Après sa retraite, il travaille pour faire avancer la cause de la langue irlandaise et est également président de la Gaelic Athletic Association de Mayo.